# Giovanni Domenico Santorini
Giovanni Domenico Santorini (ur. 6 czerwca 1681, zm. 7 maja 1737) – włoski anatom, pochodził z Wenecji, był uczeniem Marcella Malpighiego.
W 1701 w Pizie zdobył tytuł medyka. Zapisał się w historii medycyny jako jeden z pierwszych, którzy przeprowadzał sekcje anatomiczne ludzkiego ciała.
W latach 1705–1728 przeprowadzał pokazowe sekcje anatomiczne w Wenecji. W 1724 roku zostało wydane jego dzieło Observationes Anatomicae, w którym szczegółowo opisał swoje obserwacje z przeprowadzonych sekcji anatomicznych. Jako pierwszy opisał m.in.: brodawkę Santoriniego, chrząstkę Santoriniego (chrząstkę różkowatą), małżowinę Santoriniego, splot żylny Santoriniego, żyłę Santoriniego. Także przewód trzustkowy dodatkowy został nazwany jego imieniem.